# Spechhorn
Das Spechhorn (ital.: Pizzo di Antigine, 3189 m ü. M.) ist ein Berg in der Weissmiesgruppe in den Walliser Alpen und liegt südöstlich des Mattmarksees. Der Gipfel liegt im Alpenhauptkamm, der hier den Grenzverlauf zwischen der Schweiz und Italien markiert und am Spechhorn von Süden nach Osten abknickt.  Der Berg ist kaum vergletschert, im Nordosten des Gipfels liegt lediglich der kleine Ofentalgletscher.
Der Gipfel entsendet drei Grate: Der Südgrat verbindet das Spechhorn mit dem Joderhorn (3035 m), tiefster Einschnitt ist der in der Vergangenheit von Schmugglern genutzte Mondellipass (2832 m), auf dem auch zwei Münzen aus spätrömischer Zeit gefunden wurden. Der Ostgrat leitet zum weniger als einen Kilometer entfernten Ofentalhorn (3059 m). Im zum Galmenhorn (2846 m) hinabziehenden Nordwestgrat liegen die Spähnhörner (3071 m und 3146 m) sowie der nur wenige Meter niedrigere Vorgipfel des Spechhorns.

## Anstiege
Die Besteigung über alle drei Grate ist möglich und unschwierig, es sind stellenweise aber Kletterschwierigkeiten des II. Grads zu bewältigen. Der Nordwestgrat über die Spähnhörner ist vom Höhenweg vom Ofental in Richtung Monte-Moro-Pass durch Querung der Nordflanke des Galmenhorns erreichbar. Der Südgrat kann ausgehend vom markierten Weg Richtung Modellipass erreicht werden. Als Skiroute dient die Westflanke, die vom Tal des Staffelbachs erreicht werden kann.